# Del Pezzo (famiglia)
La famiglia del Pezzo è originaria del salernitano e si stabilisce a Napoli nella metà del 1500, ramificandosi dapprima in Abruzzo e poi nel casertano e nella provincia di Napoli nei secoli successivi.

## Origine
L'origine della famiglia del Pezzo è controversa. Secondo il Confuorto è di origine cilentana di cui si cita nel 1100 uno Stanislao Petius milite di Ruggero d'Altavilla, altri storici come il Mazzella ed Ughelli ne citano la provenienza dalla città di Colonia in Germania per opera di Giovanni ad inizio del 1400, mentre per il Campanile la famiglia è di antichissima origine romana e discenderebbe dalla "gens Petia" dell’antica Roma.
ll valoroso Giovanni Paolo combatté come Capitano per re Ferdinando II d'Aragona Re di Napoli, che in un privilegio del 1495 riconfermò le armi dei suoi antenati definendolo "Magnificus" discendente di nobile casata.
Famiglia di uomini dotti, educatori e valorosi militari da sempre vicini alla corona del Regno di Napoli, ricoprirono diversi incarichi istituzionali affidati dalla corona, ruoli politici nelle città di Salerno, Napoli, Teano, Giugliano in Campania e Sulmona. I discendenti da sempre residenti nelle città di Napoli e Salerno furono insigniti di diversi titoli nobiliari.

## Storia

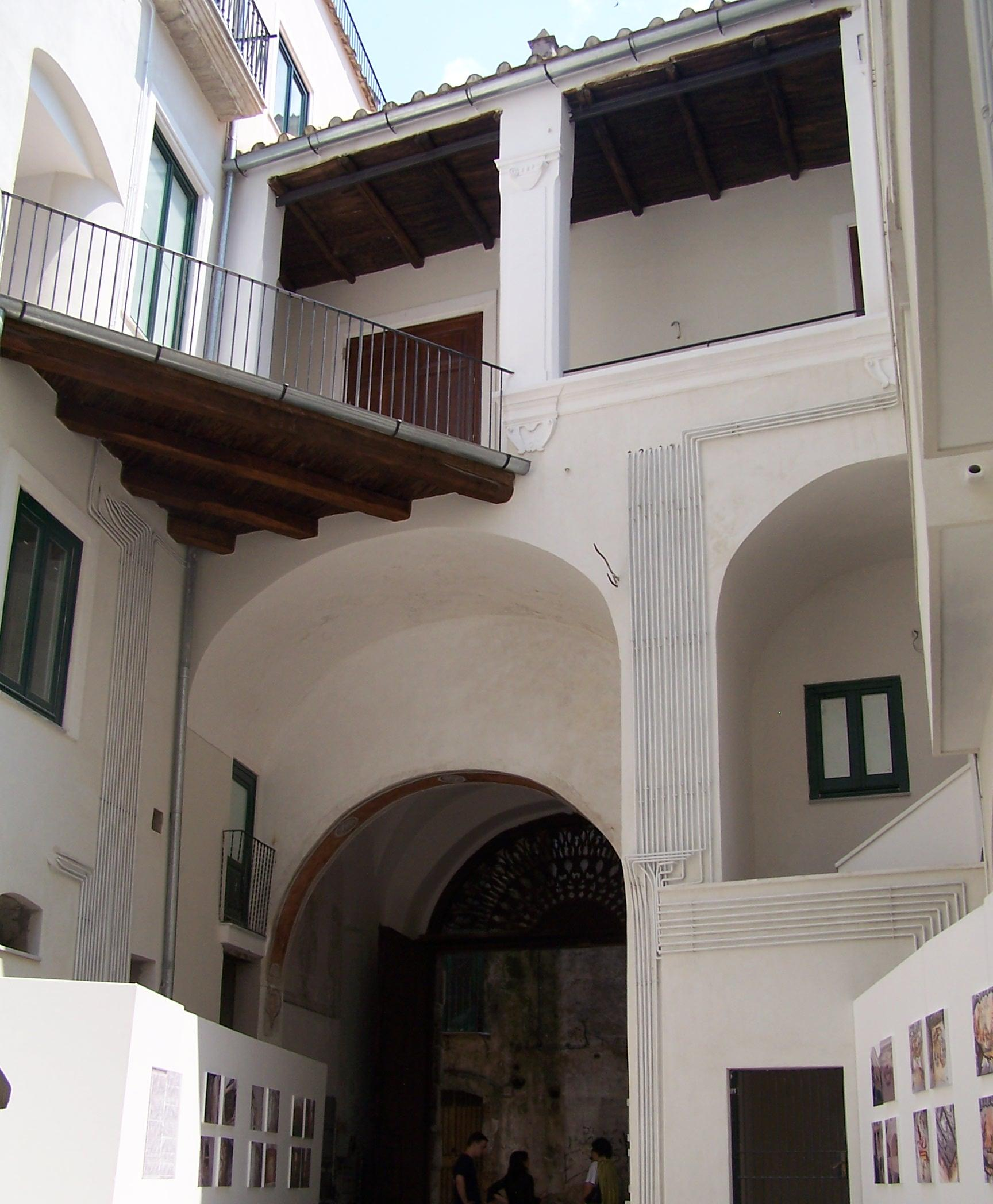
Palazzo Del Pezzo (Casalvelice) in Salerno

La famiglia del Pezzo fu vicina ai duchi di Amalfi di cui godette del patriziato e di grande nobiltà nella città di Salerno ove era ascritta ai seggi di Campo e Porta Rotese. Baroni di San Mango Cilento dal 1520 e Signori di diverse terre in Cilento ed Abruzzo.
In quel periodo la famiglia del Pezzo con diversi incarichi militari e meriti sul campo acquisì dei privilegi, portando i discendenti a spostarsi su Napoli ove fu aggregata al patriziato dei seggi di Montagna e Portanova.
Gli eccellenti rapporti con la curia e la corona portarono la famiglia ad avere ruoli importanti con Cesare del Pezzo, vescovo di Sulmona e Valva nel 1593 per nomina di Papa Clemente VIII, poi Clemente vescovo di L'Aquila e poi di Castellammare ed in seguito Antonio vescovo di Polignano e poi Arcivescovo di Sorrento. 
Nella chiesa di Monteoliveto in Napoli è presente un altare di Girolamo Santacroce dedicato a Pirro ed Agostino del Pezzo.

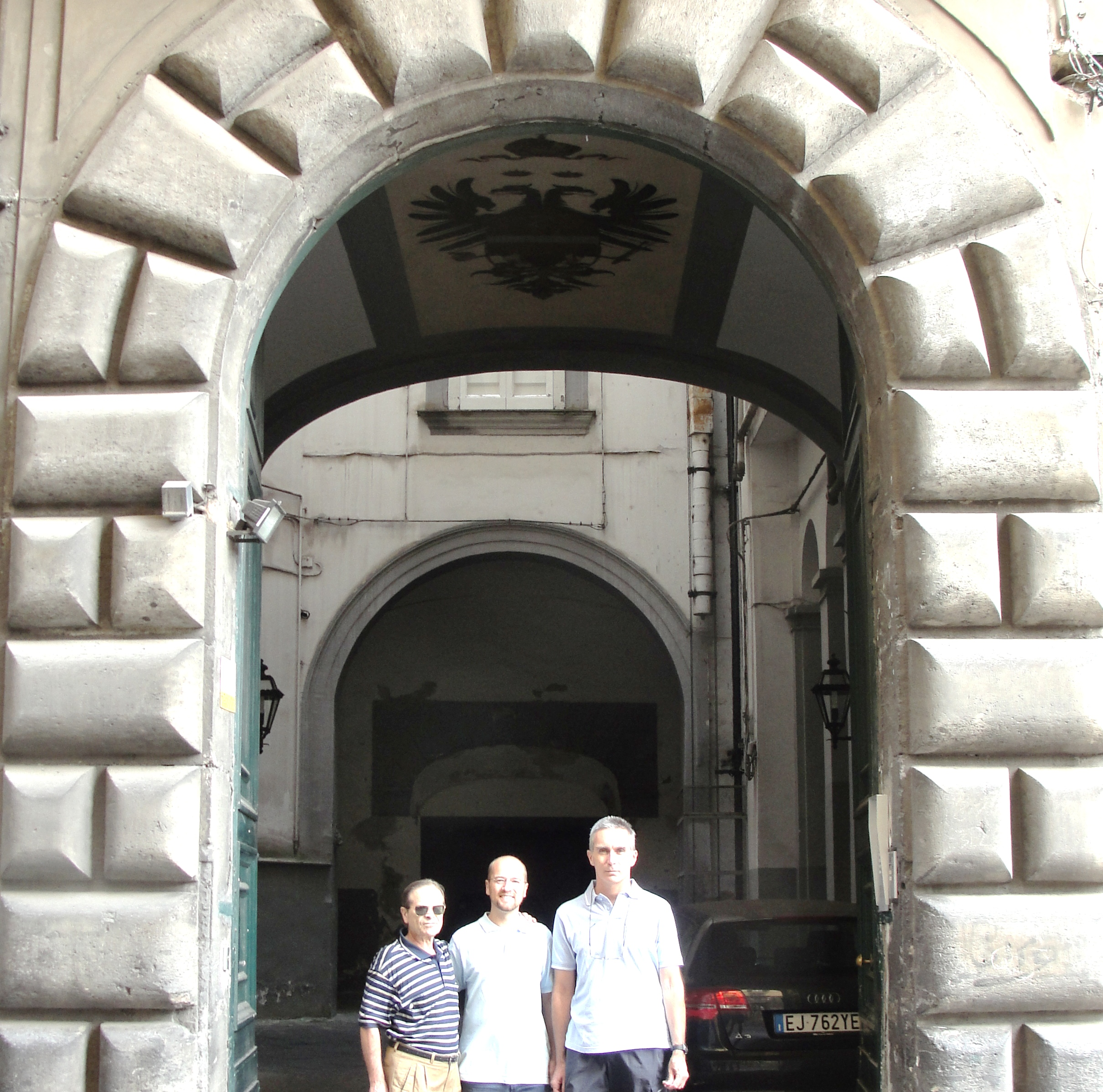
Palazzo Del Pezzo in Napoli

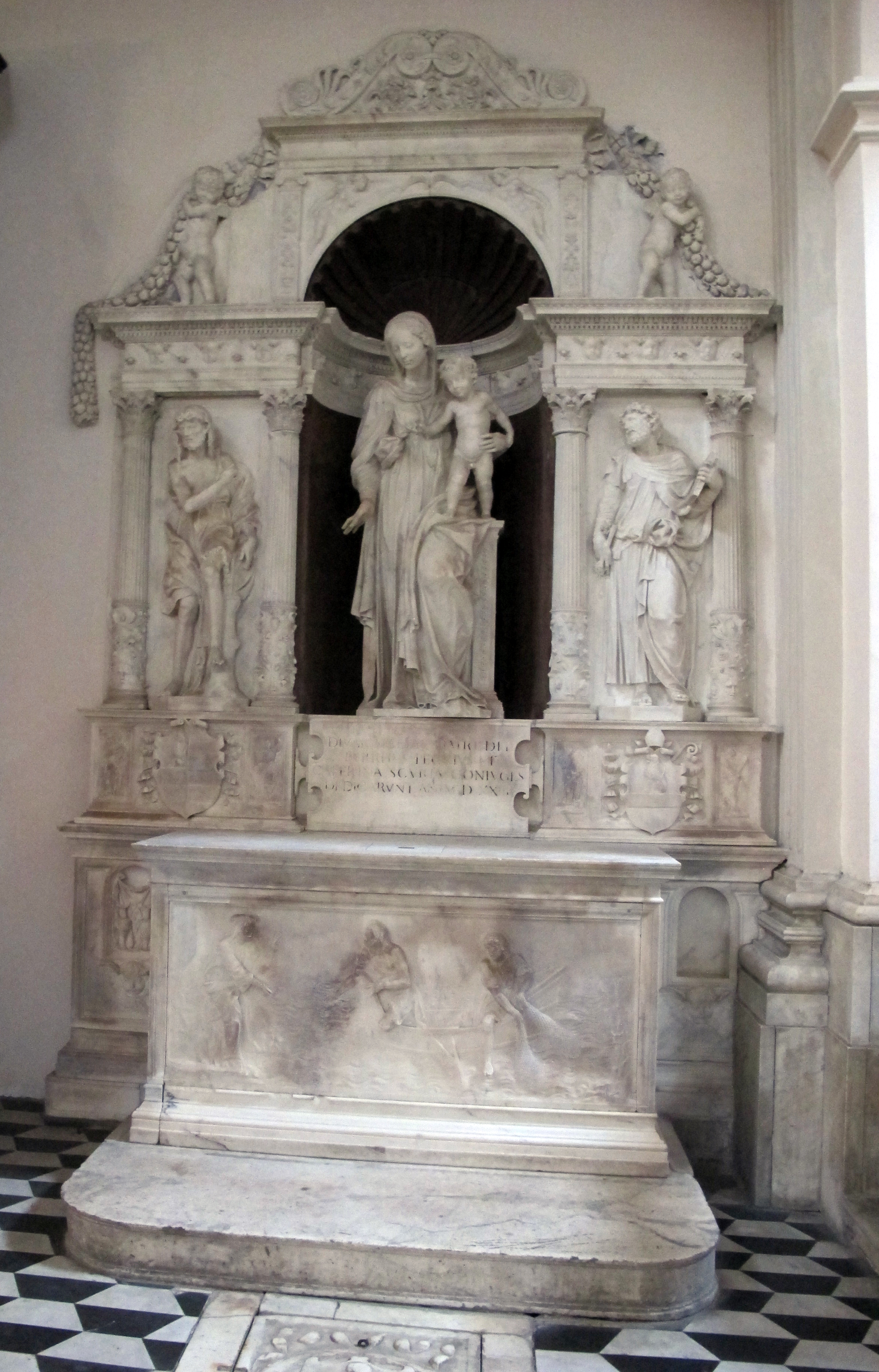
Altare della famiglia del Pezzo di Monteoliveto in Napoli

Si divise in due grandi linee, quella dei del Pezzo con capostipite Pirro, vissuto tra il XV e il XVI secolo, e quella dei del Pezzo Piccolomini con capostipite Luca. Beneficiò di privilegi da Re Carlo V d'Asburgo e poi di titoli nobiliari concessi da Re Filippo IV di Spagna come Marchese di Civitaretenga (1630), Principe di San Pio delle Camere (1645), Duca di Caianello (1651). Di seguito, per discendenza "de Simone", il ramo dei Duchi di Caianello acquisì il titolo di Marchese di Campodisola (1715) ed il suffisso "de Simone", pertanto il cognome mutò in "del Pezzo de Simone" e successivamente, nel 1925, in "del Pezzo di Caianello".
Numerosi furono i feudi posseduti dai del Pezzo nel Cilento, nel napoletano, nel casertano e nelle terre d'Abruzzo [1].
I discendenti ricoprirono diverse responsabilità politiche in ambito locale con i ruoli di Sindaco nelle città di Salerno, Napoli e Giugliano in Campania (dove sussiste il palazzo Del Pezzo); poi come Governatore nelle città di Tiano Sidicino (Teano) e Sulmona; poi di senatore nel Regno d'Italia.
Nel 1917 il casato fu ascritto al Libro d'oro della nobiltà italiana.
La famiglia del Pezzo si imparentò con importanti famiglie del tempo come i Piccolomini; Carafa; Caracciolo; de Luna d'Aragona; D'Afflitto, i Paternò.

## Incarichi istituzionali e politici
La famiglia ricoprì diversi ruoli nella politica locale e del Regno ed in particolare:
| Nome                       | Riferimento           | Incarico    | dal        | al         |
| -------------------------- | --------------------- | ----------- | ---------- | ---------- |
| Tiberio del Pezzo          | Salerno               | Sindaco     | 01/09/1596 | 31/08/1597 |
| Matteo Francesco del Pezzo | Salerno               | Sindaco     | 1609       | 1609       |
| Ottavio del Pezzo          | Salerno               | Sindaco     | 1646       | 1646       |
| Ottavio del Pezzo          | Tiano Sidicino        | Governatore | 1647       |            |
| Emilio del Pezzo           | Sulmona               | Governatore | 1666       |            |
| Matteo del Pezzo           | Salerno               | Sindaco     | 01/09/1669 | 31/08/1670 |
| Ottavio del Pezzo          | Salerno               | Sindaco     | 1695       | 1695       |
| Matteo del Pezzo           | Salerno               | Sindaco     | 01/09/1761 | 31/08/1762 |
| Mariano del Pezzo          | Salerno               | Sindaco     | 11/01/1829 | 24/09/1830 |
| Emilio del Pezzo           | Giugliano in Campania | Sindaco     | 15/04/1852 | 25/11/1853 |
| Carlo del Pezzo            | Napoli                | Sindaco     | 26/01/1894 | 17/02/1895 |
| Pasquale del Pezzo         | Napoli                | Sindaco     | 01/08/1914 | 30/04/1917 |
| Pasquale del Pezzo         | Regno d'Italia        | Senatore    | 06/10/1919 | 20/06/1936 |
| Pasquale del Pezzo         | Università di Napoli  | Rettore     | 1909       | 1921       |

## Personaggi illustri
Il casato ebbe diversi personaggi che portarono lustro alla famiglia, di cui si ricordano
- Pasquale Del Pezzo - Gentiluomo di camera degli ultimi due sovrani borbonici e acquirente dell'omonimo palazzo;
- Pasquale del Pezzo - Magnifico Rettore della Università Federico II, matematico e giurista, sindaco di Napoli e senatore del Regno d'Italia;
- Carlo del Pezzo - politico e Sindaco di Napoli;
- Francesco del Pezzo - Giudice della Gran Corte Civile di Napoli;
- Emilio del Pezzo - Cavaliere Speron d’oro e Sindaco di Giugliano in Campania[6];
- Gaetano del Pezzo - diplomatico e politico italiano;
- Pietro del Pezzo - Giudice della Vicaria di Napoli, letterato e filosofo;
- Tiberio del Pezzo - Sindaco di Salerno e procuratore del Pio Monte della Misericordia in Napoli;
- Gaetano del Pezzo - Ingegnere, scacchista, calciatore e Commissario della S.S.C. Napoli.
- Antonio del Pezzo - Arcivescovo di Sorrento e vescovo di Polignano;
- Mario del Pezzo - Dirigente e Top Manager dell'anno 2018;
- Lucio Del Pezzo - Artista, pittore e scultore;